# 梅拉勒
梅拉勒（法語：Méral，法語發音：[meʁal]）是法国马耶讷省的一个市镇，位于该省西南部，属于贡捷堡区。

## 地理
梅拉勒（47°57'38"N, 0°58'50"W）面积29.5 平方千米，位于法国卢瓦尔河地区大区马耶讷省，该省份为法国西北部内陆省份，北起芒什省和奧恩省，西接伊勒-维莱讷省，南至曼恩-卢瓦尔省，东临萨尔特省。
与梅拉勒接壤的市镇（或旧市镇、城区）包括：勒佩特尔、巴洛、乌东河畔博略、科塞勒维维安、屈耶、洛布里耶尔、利夫雷拉图什、圣普瓦。

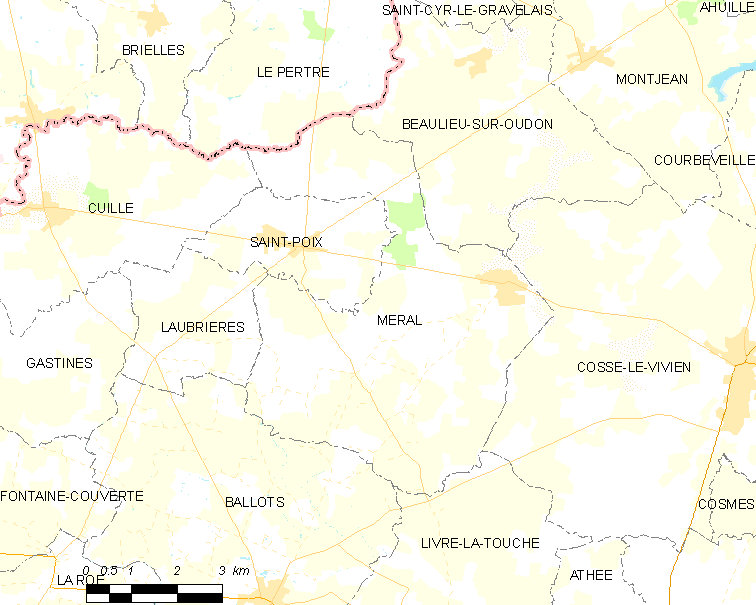
梅拉勒的OSM定位图

梅拉勒的时区为UTC+01:00、UTC+02:00（夏令时）。

## 行政
梅拉勒的邮政编码为53230，INSEE市镇编码为53151。

## 政治
梅拉勒所属的省级选区为科塞勒维维安县。

## 人口

1962-2008年间梅拉勒人口变化图示

梅拉勒于2022年1月1日时的人口数量为1075人。